# Liga Minuana de Fútbol de Lavalleja
La Liga Minuana de Fútbol de Lavalleja más conocida como Liga Minuana es la institución social y deportiva reguladora del fútbol en la ciudad uruguaya de Minas. Actualmente la presidencia del Consejo  Ejecutivo de la Liga está comandada por el Ingeniero Ismael Paradeda.

## Hitos[1]
- El 23 de marzo de 1918 se fundó como Liga Departamental de Fútbol con los equipos de Central, Lavalleja, Nacional, River Plate y Uruguayo.
- El 2 de noviembre de 1926 junto a las otras ligas de la región fue fundadora de la Confederación del Este.
- El 14 de julio de 1946 funda la Organización del Fútbol del Interior (OFI).
- El 29 de diciembre de 1989 inaugura su actual sede denominada "Walter Besteiro" ubicada en Aníbal del Campo 585.
- En el año 2009 el Grupo Cobatir gerencia la selección de fútbol de Lavalleja.
- En 2020 ante la Pandemia del Covid19, la Liga decide colaborar con el sector emprendedor de Lavalleja y en colaboración con Bassevi Consulting Group crean el portal web de comercio electrónico https://lavallejaemprende.org/ Archivado el 11 de abril de 2020 en Wayback Machine. de uso gratuito para todos los comerciantes y emprendedores del departamento.

## Actualidad
En el 2025 cuenta con 9 clubes afiliados a su liga: Barrio Olímpico, Estación, Granjeros, Las Delicias, Lavalleja, Lito, Nacional, Olimpia, y Sportivo Minas. Estos equipos disputan anualmente el Campeonato Minuano de Fútbol en mayores y también en divisionales juveniles. La liga contó con varios equipos que hoy no están, como Solís, Guaraní-Sarandí, Central,, y Peñarol, Huracán, Artigas FC, Salus, Wanderers la Curva y Uruguayo.
La Liga Minuana representa a la Selección de Lavalleja, también conocida como Lavalleja Capital o simplemente Minas en los torneos organizados por OFI, a saber: Copa Nacional de Selecciones del Interior, Copa Nacional de Selecciones del Interior Sub-18, Campeonato de Selecciones del Interior Sub-15.

## Palmarés
- Campeonato del Este (16): 1946/47, 1947/48, 1952/53, 1959/60, 1960/61, 1967/68, 1968/69, 1975/76, 1976/77, 1991/92, 1998/99, 1999/00, 2004/05, 2008/09, 2021/22 y  2024/25.
- Copa Nacional de Selecciones del Interior (3): 1991/92, 2008/09 y 2022/23.
- Copa San Isidro de Curuguaty: 2023.